# Trường Bộ
Trường bộ kinh (zh. 長部經, sa. dīrghāgama, pi. dīgha-nikāya) là bộ đầu tiên của năm Bộ kinh trong Kinh tạng Phật giáo. Các bài kinh trong bộ này tương đối dài nên được gọi là Trường Bộ Kinh.
Trường bộ kinh văn hệ Pali của Thượng toạ bộ bao gồm 34 bài kinh. Trường bộ kinh của Đại thừa được viết bằng văn hệ Sanskrit (Phạn ngữ), được dịch ra chữ Hán với tên gọi Trường a hàm kinh (sa. dīrghāgama) với 30 bài kinh. Trường bộ kinh của hai văn hệ này không giống nhau hoàn toàn, có 27 kinh là giống nhau.
Các kinh quan trọng nhất của kinh Trường bộ Pali là: 
- Kinh Phạm võng (sa., pi. brahmajāla, nghĩa là "tấm lưới của Phạm thiên"), nói về các quan điểm triết học và siêu hình thời Phật giáo sơ khai;
- Kinh Sa-môn quả (pi. sāmaññaphala), nói về giáo lý của sáu đạo sư ngoại đạo thời Phật giáo sơ khai và về kết quả của đời sống Sa-môn;
- Kinh Đại Bổn (pi. mahāpadāna), tích truyện về sáu vị Phật đã ra đời trước vị Phật lịch sử;
- Kinh Đại duyên (pi. mahānidāna), luận giảng về giáo lý Duyên khởi (sa. pratītya-samutpāda);
- Kinh Đại Bát-niết-bàn (pi. mahāparinibbāna), kể lại những ngày tháng cuối cùng trước khi Phật Thích-ca nhập diệt;
- Kinh Giáo Thọ Thi-ca-la-việt (pi. singālovāda), đặc biệt quan trọng cho giới cư sĩ, nhắc nhở bổn phận của cha mẹ, thầy dạy, học trò v.v…

## Trường bộ kinh
Nikàya:
- Trường bộ kinh (Dìgha-Nikàya).
- Trung bộ kinh (Majhima-Nikàya).
- Tương Ưng Bộ kinh (Samyutta-Nikàya).
- Tăng chi bộ kinh(Angttara-Nikàya).
- Tiểu bộ kinh (Khuddaka-Nikàya).

Trường bộ kinh là bộ Kinh thứ nhất trong Hệ 5 tạng kinh Pali, Phật giáo nguyên thủy, được Viện Nghiên cứu Phật học Việt Nam ấn hành năm 1991, do Hoà thượng Thích Minh Châu phiên dịch sang tiếng Việt.
Trường bộ kinh phân ra làm 3 Phẩm (Vagga), gồm có 34 bản Kinh; vì nội dung mỗi bản Kinh khá dài so với các bản Kinh Phật khác, nên được kết tập lại dưới nhan đề Trường bộ kinh.

## Phẩm Giới-Uẩn
Phẩm Giới-Uẩn (Silakkhandha Vagga Pali): 13 bản Kinh giảng về các cấp giới luật: tiểu-giới dành cho mọi người; trung giới và đại giới dành cho bực tu hành cao.
- 01 Kinh Phạm võng (Brahmajàla Sutta) Lưới Phạm-võng bao trùm 62 kiến chấp
- 02 Kinh Sa-môn quả (Sàmanna-Phala Sutta) Các lợi ích thiết thực của Quả-vị Sa-môn
- 03 Kinh A-ma-trú (Ambbattha Sutta) Chớ hãnh diện về dòng họ và giai cấp
- 04 Kinh Chủng Đức (Sonadanda Sutta) Thế nào mới xứng danh là Bà-la-môn
- 05 Kinh Cứu-la-đàn-đầu (Kutadanta Sutta) Cách tế lễ được nhiều phước đức.
- 06 Kinh Ma-ha-li (Mahàli Sutta) Thắc mắc về Thiên-âm và về mạng-căn.
- 07 Kinh Xa-li-da (Jàliya Sutta)
- 08 Kinh Ca-diếp Sư tử hống (Kassapa-Sihanàda Sutta) Thiếu sót của việc tu Phạm-chí khổ hạnh quá ép xác
- 09 Kinh Bố-sá-ba-lâu (Potthapàda Sutta) Cách diệt tận các tư tưởng.
- 10 Kinh Tu-ba (Subha Sutta) Ba Thánh-uẩn: Giới, Định, Huệ.
- 11 Kinh Kiên-cố (Kevaddha Sutta) Ba loại Thần-thông, thắc mắc về tứ-đại.
- 12 Kinh Lô-già (Lohicca Sutta) Phá tà-kiến 'đừng nói pháp cho kẻ khác'.
- 13 Kinh Tam Minh (Tevijja Sutta) Con đường thẳng tắp đi đến cõi Trời Phạm.

## Đại-Phẩm
Đại-Phẩm (Mahà Vagga Pali): 10 bản Kinh quan trọng nhất về lịch sử (như Kinh Bát-Đại Niết-bàn, Kinh Đại Bổn) và về giáo lý (như Kinh Đại Duyên, Kinh Tứ niệm xứ).
- 14 Kinh Đại Bổn (Mahà-Padàna Sutta) Huyền sử về đức Phật Tỳ-bà-thi (Vipassi)
- 15 Kinh Đại Duyên (Mahà-Nidàna Sutta) Pháp Duyên-Khởi
- 16 Kinh Đại Bát-niết-bàn (Mahà-Parinibbàna Sutta) Các ngày cuối-cùng của Phật Thích-ca
- 17 Kinh Đại Thiện Kiến Vương (Mahà-Sudassana Sutta) Tiền thân đức Phật là vua Đại-Thiện-Kiến.
- 18 Kinh Xa-ni-sa (Janavasabha Sutta) Nhờ tu theo Pháp Phật được tái sinh cõi Trời
- 19 Kinh Đại Điển-tôn (Mahà-Govinda Sutta) So sánh lối tu lên Trời và pháp-tu giải thoát
- 20 Kinh Đại Hội (Mahà-Samaya Sutta) Tên chư Thiên đến hội để chiêm ngưỡng Phật
- 21 Kinh Đế-thích Sơ Vấn (Sakka-Tanha Sutta) Vua Trời hỏi Phật 6 câu về sân và giải thoát.
- 22 Kinh Đại Niệm Xứ (Mahà-Satipatthàna Sutta) Bốn phép quán-niệm: thân, thọ, tâm, pháp.
- 23 Kinh Tệ Túc (Pàyàsi Sutta) Phá tà-kiến chẳng có Luân-hồi, quả báo.

## Phẩm Ba-lê-tử
Phẩm Ba-lê-tử (Pathika Vagga Pali) (Patikaputta, Ba-lê-tử là tên một tu sĩ ngoại đạo): 11 bản Kinh bàn về các vấn đề khác nhau như vấn đề vũ trụ thành-hoại, vấn đề bổn phận công dân trong xã hội, vấn đề tu khổ hạnh của ngoại đạo.
- 24 Kinh Ba-lê (Pàtika Sutta) Thần-thông và Khởi-nguyên của thế giới.
- 25 Kinh Ưu-đàm-bà-la Sư Tử Hống (Udumbarika-Sihanàdà Sutta) Tà giáo chẳng biết nghe lời giảng dạy như tiếng sư-tử hống của đức Phật.
- 26 Kinh Chuyển Luân Thánh Vương Sư Tử Hống (Cakkavatti Sihanàda Sutta) Vua Chuyển-Luân là bật tu hành Thánh-vương, vì trị nước theo Chánh-Pháp.
- 27 Kinh Khởi Thế Nhân Bổn (Agganana Sutta) Thế giới: từ sơ khai đến lúc thành bốn giai cấp.
- 28 Kinh Tự Hoan Hỷ (Sampasàdaniya - Suttanta) Lời ngưỡng mộ Thế-Tôn, bực giác ngộ vĩ đại nhất.
- 29 Kinh Thanh Tịnh (Pàsàdika Sutta) Khác phái loã thể, Chánh Pháp đưa tới thanh tịnh.
- 30 Kinh Tướng (Lakkhana Sutta) 32 tướng đại trượng phu do công đức tu đời trước.
- 31 Kinh Giáo Thọ Thi-ca-la-việt (Singàlovàda Sutta) Lễ sáu phương và các bổn phận ở nhà, xã-hội.
- 32 Kinh A-sá-nang-chi (Atànàtiya Suttanta) Bản Hộ-Kinh giúp hộ vệ các Tỳ-kheo.
- 33 Kinh Phúng Tụng (Sangiti Sutta) Xếp Phật pháp ra 10 loại từ 1 pháp tới 10 pháp.
- 34 Kinh Thập Thượng (Dasuttara Sutta) 100 pháp xếp ra 10 loại với tiêu chuẩn Thập Thượng.

## Đối chiếu tương đồng giữa Trường Bộ và Trường A-hàm
| Bảng đối chiếu song song | Bảng đối chiếu song song                                     | Bảng đối chiếu song song    | Bảng đối chiếu song song                           |
| Trường Bộ (Dīgha-nikāya) | Trường Bộ (Dīgha-nikāya)                                     | Trường A-hàm (Dīrgha Āgama) | Trường A-hàm (Dīrgha Āgama)                        |
| STT                      | Tên bài kinh                                                 | STT                         | Tên bài kinh                                       |
| ------------------------ | ------------------------------------------------------------ | --------------------------- | -------------------------------------------------- |
|                          |                                                              |                             |                                                    |
| 01                       | Phạm võng (pi. Brahmajàla)                                   | 21                          | Phạm động (zh. 梵動)                               |
| 02                       | Sa-môn quả (pi. Sàmanna-phala)                               | 27                          | Sa-môn quả (zh. 沙門果)                            |
| 03                       | A-ma-trú (pi. Ambbattha)                                     | 20                          | A-ma-trú (zh. 阿摩晝)                              |
| 04                       | Chủng đức (pi. Sonadanda)                                    | 22                          | Chủng đức (zh. 種德)                               |
| 05                       | Cứu-la-đàn-đầu (pi. Kutadanta)                               | 23                          | Cứu-la-đàn-đầu (zh. 究羅檀頭)                      |
|                          |                                                              |                             |                                                    |
| 08                       | Ca-diếp Sư tử hống (pi. Kassapa-sihanàda)                    | 25                          | Lõa hình Phạm-chí (zh. 裸形梵志經)                 |
| 09                       | Bố-sá-ba-lâu (pi. Potthapàda)                                | 28                          | Bố-sá-ba-lâu (zh. 裸形梵志經)                      |
|                          |                                                              |                             |                                                    |
| 11                       | Kiên Cố (pi. Kevaddha)                                       | 24                          | Kiên Cố (zh. 坚固)                                 |
| 12                       | Lô-già (pi. Lohicca)                                         | 29                          | Lô-già (zh. 露遮)                                  |
| 13                       | Tam Minh (pi. Tevijja)                                       | 26                          | Tam Minh (zh. 三明)                                |
| 14                       | Đại bổn (pi. Mahà-padàna)                                    | 01                          | Đại bổn duyên (zh. 大本緣)                         |
| 15                       | Đại duyên (pi. Mahà-nidàna)                                  | 13                          | Đại duyên phương tiện (zh. 大緣方便)               |
| 16                       | Đại Bát-niết-bàn (pi. Mahà-parinibbàna)                      | 02                          | Du hành (zh. 遊行)                                 |
|                          |                                                              |                             |                                                    |
| 18                       | Xa-ni-sa (pi. Janavasabha)                                   | 04                          | Xa-ni-sa (zh. 闍尼沙)                              |
| 19                       | Đại Điền-tôn (pi. Mahà-govinda)                              | 03                          | Điền-tôn (zh. 典尊)                                |
| 20                       | Đại hội (pi. Mahà-samaya)                                    | 19                          | Đại hội (zh. 大會)                                 |
| 21                       | Đế-thích sơ vấn (pi. Sakka-tanha)                            | 14                          | Thích-đề Hoàn nhân vấn (zh. 釋提桓因問)            |
|                          |                                                              |                             |                                                    |
| 23                       | Tệ-túc (pi. Pàyàsi)                                          | 07                          | Tệ-túc (zh. 弊宿)                                  |
| 24                       | Ba-lê (pi. Pàtika)                                           | 15                          | A-nậu-di (zh. 阿㝹夷)                              |
| 25                       | Ưu-đàm-bà-la Sư tử hống (pi. Udumbarika-sihanàdà)            | 08                          | Tán-đà-na (zh. 散陀那)                             |
| 26                       | Chuyển luân Thánh vương Sư tử hống (pi. Cakkavatti-sihanàda) | 06                          | Chuyển luân Thánh vương tu hành (zh. 轉輪聖王修行) |
| 27                       | Khởi thế nhân bổn (pi. Agganana)                             | 05                          | Tiểu duyên (zh. 小緣)                              |
| 28                       | Tự hoan hỷ (pi. Sampasàdaniya)                               | 18                          | Tự hoan hỷ (zh. 自歡喜)                            |
| 29                       | Thanh tịnh (pi. Pàsàdika)                                    | 17                          | Thanh tịnh (zh. 清淨)                              |
|                          |                                                              |                             |                                                    |
| 31                       | Giáo thọ Thi-ca-la-việt (pi. Singàlovàda)                    | 16                          | Thiện sanh (zh. 善生)                              |
|                          |                                                              |                             |                                                    |
| 33                       | Phúng tụng (pi. Sangiti)                                     | 09                          | Chúng tập (zh. 眾集)                               |
| 34                       | Thập thượng (pi. Dasuttara)                                  | 10                          | Thập thượng (zh. 十上)                             |